# Vacoas-Phoenix
Vacoas-Phoenix Mauritius harmadik legnagyobb városa. A város Quatre Bornes és Curepipe között fekszik.

## Története
Az egykori Vacoas 1963-ban egyesült az egykori Phoenix várossal. Vacoas-Phoenix 1968-ban vált önálló településsé.

## Népesség
Népessége az egyesülés idején 42 000 fő volt, mára viszont már 103 000 fő. Az önkormányzat becslése szerint jelenleg 30 000 háztartás van a városban.

## Ipar
Vacoas-Phoenix földrajzi helyzete számos nagy céget és kereskedelmi vállalkozást, kormányzati intézményt és félállami testületet késztetett arra, hogy megtelepedjen ebben a régióban. A fő iparágak közé tartozik a sörfőzés, a zöldség konzervgyártás, valamint a kozmetikumok és ruházati cikkek gyártása. A város jó burkolatú utakkal rendelkezik, és egy nagy autópálya köti össze Port Louis városával.

## Kerületek
Vacoas-Phoenix városa különböző városrészekre oszlik.
- Belle-Terre
- Camp Fouquereaux
- Castel
- Cinq Arpents
- Clairfonds
- Glen Park
- Henrietta
- Hermitage
- Highlands
- Hollyrood
- La Caverne Village
- La Marie
- Mesnil
- Phoenix
- Quinze Cantons
- Réunion
- Solférino
- St-Paul
- Visitation
- Vacoas

## Testvérvárosok
Vacoas-Phoenix testvérvárosai:
- Antsirabe, Madagaszkár
- Nantong, Kína
- Púne, India
- Sainte-Suzanne, Réunion, Franciaország

## Fordítás
- Ez a szócikk részben vagy egészben  a   Vacoas-Phoenix című angol Wikipédia-szócikk ezen változatának fordításán alapul.  Az eredeti cikk szerkesztőit annak laptörténete sorolja fel. Ez a jelzés csupán a megfogalmazás eredetét és a szerzői jogokat jelzi, nem szolgál a cikkben szereplő információk forrásmegjelöléseként.